# Riu Kennebec
El Kennebec (Kinəpékʷihtəkʷ en abenaki) és un riu a l'estat nord-americà de Maine d'una llargada de 170-milla-long (270 km). Neix a Moosehead Lake, al centre-oest de Maine. Les branques est i oest s'uneixen a Indian Pond i el riu flueix cap al sud. Harris Station Dam, la presa hidroelèctrica més gran de l'estat, es construí prop d'aquesta confluència. El riu s'uneix a The Forks pel seu afluent, el Dead River, també anomenada West Branch. El nom "Kennebec" prové de l'abenaki oriental /kínipekʷ/, que significa "gran cos d'aigua tranquil·la, gran badia".
Continua cap al sud passant per les ciutats de Madison, Skowhegan, la ciutat de Waterville i la capital de l'estat Augusta. A Richmond desemboca a Merrymeeting Bay, una badia de marea d'aigua dolça de 16-milla-long (26 km) a la qual també desemboquen el riu Androscoggin i cinc rius més petits.
El Kennebec passa per davant del centre de construcció naval de Bath i té la seva desembocadura al golf de Maine a l'Atlàntic. El Southern Kennebec flueix per sota de la línia de pendent i no té ràpids. Com a conseqüència, les marees oceàniques i les espècies de peixos d'aigua salada, com Acipenser oxyrinchus oxyrinchus en perill d'extinció, poden anar riu amunt afectant l'ecologia fins al nord fins a Waterville, una petita ciutat a més de 35 milles terra endins. Entre els afluents del Kennebec hi ha els rius Carrabassett, Sandy i Sebasticook.

## Història

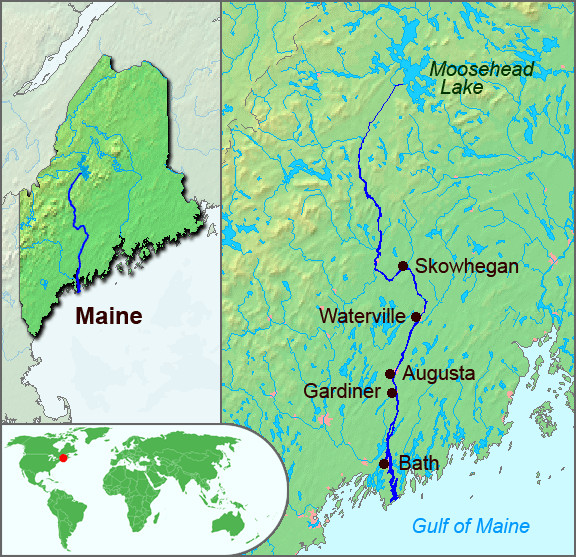
Mapa amb el curs del riu Kennebec

### Descoberta europea

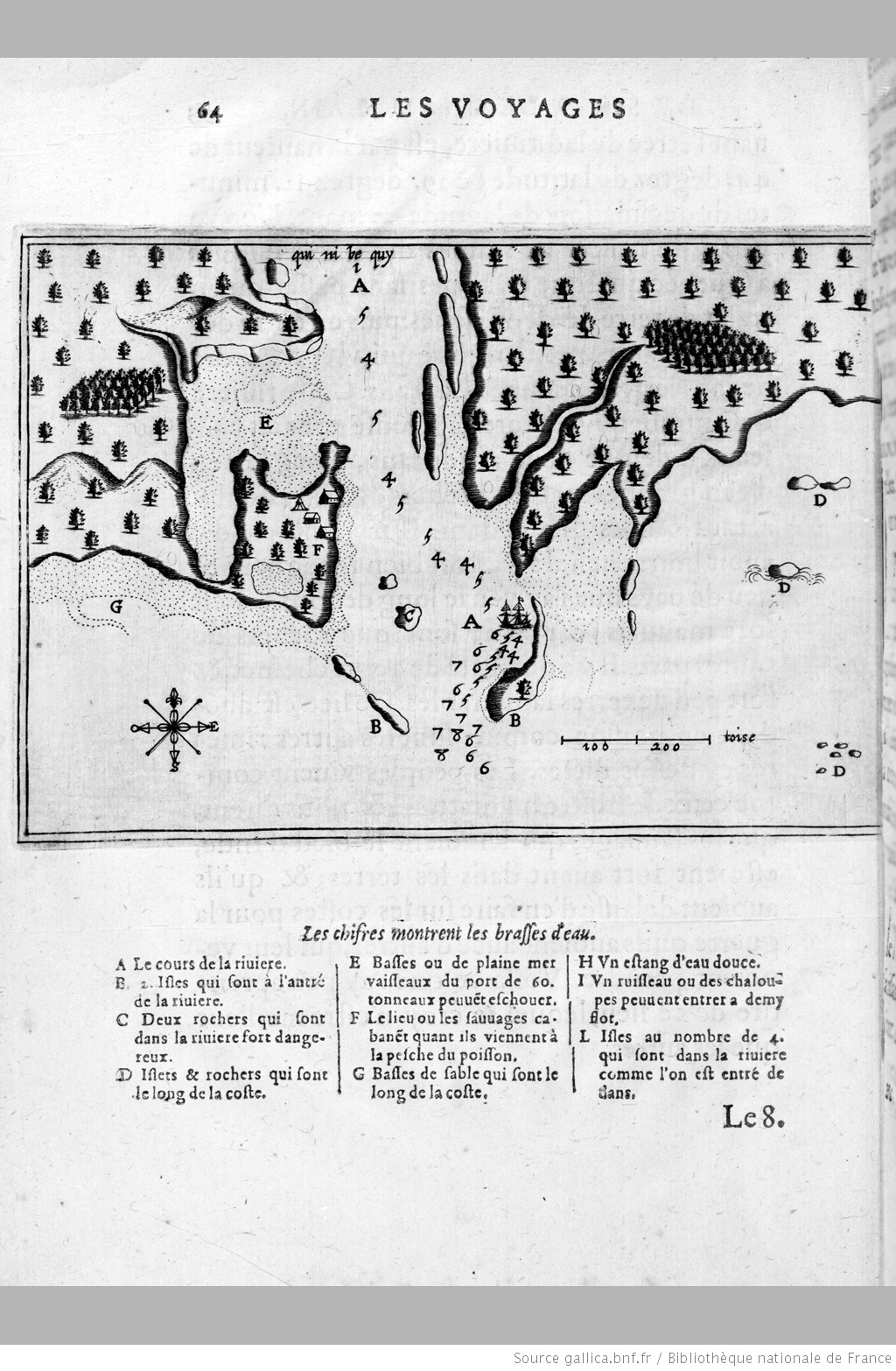
Mapa de la desembocadura del Kennebec fet per de Champlain del 1607

L'any 1605 l'explorador francès Samuel de Champlain navegà per la costa del que avui és Maine, traçant mapes de la terra i els rius del que llavors s'anomenava Nova França, Acàdia, inclòs el Kennebec, riu amunt fins a l'actual Bath, així com els rius St. Croix i Penobscot. A la dècada del 1600 el poble abenaki de Norridgewock es trobava al llarg del Kennebec.

### Construcció naval
El 1607 els anglesos fundaren la Popham Colony al llarg del Kennebec. Els colons van construir el Virginia of Sagadahoc, el primer vaixell oceànic construït al Nou Món per constructors de vaixells de parla anglesa. El 1628 al Kennebec s'establí Cushnoc, un lloc comercial anglès.
Es fundaren Bath i altres ciutats al llarg del Kennebec, i els artesans i bastiren drassanes on produïren centenars de vaixells de fusta i acer. Bath fou coneguda com la "Ciutat dels vaixells". Aquí es va construir el Wyoming, una de les goletes de fusta més grans mai construïdes.
El Kennebec fou el límit occidental del comtat de Cornwall, província de Nova York, en part del segle XVII.
Després de la Guerra de 1812 entre els Estats Units i la Gran Bretanya, els EUA gaudiren d'un llarg període d'expansió del comerç internacional, que augmentà la demanda de construcció naval i estimulà el creixement de les flotes marítimes. Molts d'aquests vaixells es construïren a Bath. El 1854, en el punt àlgid d'aquest boom, almenys dinou grans empreses estaven construint vaixells a Bath. Els canvis en la indústria des de mitjans del segle XX produïren la davallada de la construcció naval nord-americana, ja que els llocs de treball es van traslladar a l'exterior. L'única drassana que queda a Bath és la Bath Iron Works, propietat de General Dynamics; aquest és una de les poques drassanes que encara construeixen vaixells de guerra per a la Marina dels Estats Units.

### Navegació
Amb les vies fluvials navegables el Kennebec serví com a primer corredor comercial a l'interior de Maine des de la costa atlàntica. Els vaixells oceànics podien navegar riu amunt fins a Augusta. Les ciutats de Bath, Gardiner, Hallowell i Augusta, i els towns de Woolwich, Richmond i Randolph, es desenvoluparen al llarg d'aquesta corredor fluvial.
Aigües amunt d'Augusta la indústria de la fusta usava el riu per a la conducció de troncs, per transportar troncs des dels boscos interiors fins a les serradores i papereres construïdes al llarg del riu per a aprofitar la seva energia hidràulica. La ciutat de Waterville i els towns de Winslow, Skowhegan, Norridgewock, Madison, Anson i Bingham estaven totes relacionades amb el comerç de fusta. Més tard es construir el Maine Central Railroad i la U.S. Route 201 per fer ús de les planes al llarg del riu a través d'aquestes ciutats.

### La Guerra de Father Rale
La conquesta d'Acàdia per part de la Grna Bretanya el 1710 feu passar la Nova Escòcia continental a control anglès, però Nova França encara reclamava l'actual Nova Brunswick i l'actual Maine a l'est del riu Kennebec. El riu Kennebec també era una frontera per als indígenes americans i les primeres nacions. Per a defensar els seus interessos, Nova França establí missions catòliques als tres pobles nadius més grans de la regió: un al riu Kennebec (Norridgewock); un més al nord al riu Penobscot (Penobscot), i un al riu Saint John (Medoctec).
Els guerrers abenakis al llarg del Kennebec resistiren la invasió anglesa mitjançant enfrontaments armats, als que els historiadors nord-americans de vegades es refereixen com la Guerra de Father Rale (1722–1725). Una incursió de la milícia ianqui al poble de la missió índia abenaki a Norridgewock l'agost de 1724 va paralitzar la resistència abenaki, ja que mataren una quarantena d'habitants, entre aquests dones i nens. També mataren el P. Sebastien Rasle, un sacerdot jesuïta de 67 anys, i li arrencaren el cuir cabellut així com a 26 dels abenakis morts. Després d'haver saquejat i incendiat el poble tribal, els assaltants ianquis destruïren els camps de blat de moro circumdants; se'ls pagava recompenses pels cuirs. Alguns supervivents abenakis tornaren a l'Alt Kennebec, però d'altres buscaren refugi amb els aliats penobscots o als pobles de missió abenakis al Canadà francès.

### Indústria del glaç
El 1814 Frederic Tudor començà a establir mercats de glaç a les Índies Occidentals i al sud dels Estats Units. El 1826 Rufus Page construí el primer gran pou de glaç prop de Gardiner, per tal de proveir a Tudor. El glaç es collia a l'hivern del riu pels agricultors i altres menestrals que aprofitaven períodes d'inactivitat. El tallaven a mà, fent flotar grans trossos fins a un pou de glaç a la riba i el guardaven fins a la primavera. Aleshores, envasat amb serradures, el gel es carregava a bord dels vaixells i s'enviava cap al sud.

### Inundació del 1987
L'1 d'abril de 1987, l'efecte combinat de la pluja 4 a 6 polzades (100 a 150 mm) a les muntanyes sobre més de 6 peus (1.8 m) de neu acumulada a les muntanyes circumdants que la pluja va fondre, provocà que el riu sortís de mare. El 2 d'abril de 1987, el riu havia arribat a la cresta al nord de North Sidney, punt d'aforament de l'USGS a 39.31 ft (11.98 m), 13.3 ft (4.1 m) superior a l'anterior rècord d'inundació. En el pic de la riuada el cabal arribà a un màxim de 232,000 peus cúbics per segon (6,600 m3/s). La riuada provocà danys valorats en causar danys d'uns 100.000.000 $ (equivalent a uns 277.000.000 $ del 2024), inundant 2.100 llars, destruint-ne 215 i danyant-ne 240 més.

### Ràfting en aigües braves
El 1976 Suzanne i Wayne Hockmeyer, de Kennebec Whitewater Expeditions (ara Northern Outdoors), foren els pioners en el ràfting a través del congost del Kennebec just a sota de la presa de Harris Station. Reconeixent el desig dels joves d'un espai dedicat exclusivament als nens, el 1998 Northern Outdoors va obrir Adventure Bound: l'única empresa de ràfting per a nens i famílies de Maine centrada en els joves i les famílies.
A principis del segle XXI, Northern Outdoors i altres 22 empreses de ràfting a The Forks fan ràfting al riu diàriament de maig a octubre. Quatre vegades per temporada de ràfting, Brookfield Power prova les seves turbines generadores alliberant la màxima quantitat d'aigua possible de la presa de Harris Station. A 8.000 peus cúbics per segon, aquestes proves de turbines del riu Kennebec són les aigües braves més intenses de Maine.

## Preses

### Hidroelectricitat
La següent és una llista de centrals hidroelèctriques al riu Kennebec.
| Nom                                      | Comtat   | Coordenades                                        | Propietari                        | Data d'expedició de la llicència FERC | Data de caducitat de la llicència FERC | Capacitat total (MW) | Generació anual mitjana (MWh) | Primera connexió a la xarxa elèctrica |
| ---------------------------------------- | -------- | -------------------------------------------------- | --------------------------------- | ------------------------------------- | -------------------------------------- | -------------------- | ----------------------------- | ------------------------------------- |
| Indian Pond Project (Harris Station Dam) | Somerset | 45° 27′ 37″ N, 69° 51′ 58″ O / 45.4603°N,69.8662°O | Brookfield White Pine Hydro, LLC. | 1/13/2004                             | 10/30/2036                             | 76.4                 | 228,241                       | 1954                                  |
| Shawmut                                  | Kennebec | 44° 37′ 51″ N, 69° 35′ 01″ O / 44.6309°N,69.5835°O | Brookfield White Pine Hydro, LLC. | 1/4/1981                              | 1/30/2021                              | 8.8                  | 49,498                        | 1913                                  |
| Weston                                   | Somerset | 44° 45′ 49″ N, 69° 43′ 07″ O / 44.7636°N,69.7185°O | Brookfield White Pine Hydro, LLC. | 11/24/1997                            | 10/30/2036                             | 12                   | 80,341                        | 1920                                  |
| Wyman                                    | Somerset | 45° 04′ 11″ N, 69° 54′ 24″ O / 45.0697°N,69.9068°O | Brookfield White Pine Hydro, LLC. | 11/24/1997                            | 10/30/2036                             | 72                   | 389,210                       | 1930                                  |
| Williams                                 | Somerset | 44° 57′ 33″ N, 69° 52′ 14″ O / 44.9592°N,69.8705°O | Brookfield White Pine Hydro, LLC. | 11/2/2017                             | 4/29/2054                              | 13                   | 93,734                        | 1939                                  |
| Abenaki                                  | Somerset | 44° 47′ 32″ N, 69° 53′ 12″ O / 44.7921°N,69.8867°O | Eagle Creek Madison Hydro, LLC    | 7/24/2003                             | 4/29/2054                              | 20                   | 96,767                        | 1950                                  |
| Anson                                    | Somerset | 44° 47′ 54″ N, 69° 53′ 20″ O / 44.7984°N,69.889°O  | Eagle Creek Madison Hydro, LLC    | 7/24/2003                             | 4/29/2054                              | 9                    | 43,545                        | 1950                                  |
| Lockwood                                 | Kennebec | 44° 32′ 54″ N, 69° 37′ 37″ O / 44.5484°N,69.6269°O | Merimil Ltd Partnership           | 3/3/2005                              | 10/30/2036                             | 2.4                  | 11,048                        | 1985                                  |
| Hydro Kennebec Project                   | Kennebec | 44° 33′ 50″ N, 69° 37′ 15″ O / 44.5639°N,69.6207°O | Hydro Kennebec LLC                | 10/14/1986                            | 9/29/2036                              | 15.4                 | 80,882                        | 1989                                  |

### Retirada de la presa Edwards
El riu Kennebec abans de la construcció de la presa Edwards era extremadament important com a lloc de fresa de peixos atlàntics. El 1837 es construí a l'altra banda del riu Kennebec la presa Edwards a poca distància del límit de la influència de les marees. Feta de fusta i formigó, s'estenia 917 peus (280 m) a través del riu i 25 peus (7.6 m) d'alçada. El seu embassament s'estenia 17 milles (27 km) aigües amunt, i cobria 1,143 acres (4.63 km2).
L'any 1999 es retirà la presa després que la Comissió Federal de Regulació de l'Energia (FERC) determinés que els beneficis ecològics d'eliminar-la superaven el valor de l'electricitat que produïa i rebutgés la renovació de la llicència de la presa.
Malgrat diversos factors visuals i ambientals negatius al principi, l'ecosistema s'està restaurant per si mateix. Inicialment després de l'eliminació de la presa, les ribes dels rius erms i l'aigua fangosa eren evidents al llarg de les 17 milles (27 km) del Kennebec. La perca americana de boca petita introduïda patirà el Morone saxatilis reintroduït que tendeix a alimentar-se dels alevins de perca americana. És evident un augment de les poblacions de rapinyaires, com ara àguiles peixateres, pigargs, ardeids, corbs marins i alcedínids.
Les activitats humanes també es van beneficiar de la supressió de la presa. L'exposició dels ràpids i el retorn d'espècies autòctones de peixos permet nombroses activitats recreatives, com ara la canoa, el caiac, el ràfting i la pesca.
El riu té una conca hidrogràfica de 5,869 milles quadrades (15,200 km2), i de mitjana té un cabal de 5.893 mil milions galons d'EUA (22,310,000 m3) diaris a Merrymeeting Bay el que venen a ser uns 9,111 peus cúbics per segon (258.0 m3/s). El govern dels EUA manté tres estacions d'aforament al Kennebec. Un a Indian Pond (45° 30′ 40″ N, 69° 48′ 39″ O / 45.51114°N,69.81080°O) cobrint una subconca de 1,590 milles quadrades (4,100 km2). El cabal en aquesta estació ha variat entre 161 a 32,900 peus cúbics per segon (4.6 a 931.6 m3/s). La segona és a Bingham (45° 3′ 6″ N, 69° 53′ 12″ O / 45.05167°N,69.88667°O) cobrint una subconca de 2,715 milles quadrades (7,030 km2). El cabal ha variat en els registres d'aquesta estació entre els 110 a 65,200 cu ft/s (3.1 a 1,846.3 m3/s). I la tercera és a North Sidney (44° 28′ 21″ N, 69° 41′ 09″ O / 44.47250°N,69.68583°O) cobrint una subconca de 5,403 milles quadrades (13,990 km2). El cabal ha variat en els registres d'aquesta estació entre els 1,160 a 232,000 cu ft/s (33 a 6,570 m3/s). Hi ha altres dues estacions d'aforament (sense dades de cabal) a Augusta (44° 19′ 06″ N, 69° 46′ 17″ O / 44.31833°N,69.77139°O) i Gardiner (44° 13′ 50″ N, 69° 46′ 16″ O / 44.23056°N,69.77111°O); ambdues estan afectades pels fluxos mareals.